# Cuijk
Cuijk ([kœy̆k] anhörenⓘ) oder Cuyk ist ein Ort und eine ehemalige Gemeinde in den Niederlanden, Provinz Noord-Brabant. Sie hatte eine Gesamtfläche von 57 km². Ihre Einwohnerzahl betrug 25.395 (Stand 1. Januar 2021). Seit dem 1. Januar 2022 gehört der Ort zur Gemeinde Land van Cuijk.

## Orte
Zur Gemeinde gehörten die Dörfer Cuijk, Haps, St. Agatha, Beers, die Ortschaft Linden, ein kleines Dorf namens Katwijk und eine Siedlung namens Vianen (westlich der A73). In Cuijk selbst leben etwa 16.000 Menschen.

## Lage und Wirtschaft
Die Gemeinde liegt im Nordosten der Provinz an der Maas, die dort vom Süden her in westliche Richtung schwenkt. Sie grenzt an Grave. Durch Cuijk verläuft die Maaslinie, eine Eisenbahnstrecke von Nijmegen nach Venlo, sowie die Autobahn A73 Nijmegen–Venray–Venlo. Cuijk hat seit den 1950er Jahren einen kleinen Industriehafen an der Maas. Viele überwiegend kleine Industrie- und Handelsbetriebe haben sich seitdem in Cuijk angesiedelt, unter anderem ein kartoffelverarbeitender Betrieb, der zur Aviko-Gruppe gehört.

## Geschichte Haps
Der Name Haps soll einem keltischen, vielleicht auch vorgermanischen, Wort apa oder appa (Wasser) entstammen.  Nach Grabungen wurde festgestellt, dass der Ort um 700 v. Chr. schon besiedelt war. Vom 13. Jahrhundert bis etwa 1800 stand hier ein Schloss.  Im 14. und 15. Jahrhundert war Haps ein mehr oder weniger autonomes, aber immer von Geldern und Brabant abhängiges Gebiet. Es kam 1417 an das Herzogtum Geldern. Um das 1371 entstandene (und immer noch bestehende) Kloster der Kreuzherren entstand das zu Haps gehörende Dorf St. Agatha. Haps fiel erst im späten 20. Jahrhundert an die Gemeinde Cuijk.

## Geschichte von Cuijk
Der Name Cuijk soll von einem germanischen oder keltischen Wort keukja (Kurve) abstammen. Die Römer errichteten hier in der Mitte des ersten Jahrhunderts ein Kastell, um das sich ein ziviler Vicus bildete, aus dem die Siedlung Ceuclum entstand. Die Römer blieben in die erste Hälfte des fünften Jahrhunderts in Ceuclum. Nach der Völkerwanderung lebten nur noch wenige Menschen, Franken, in Cuijk.
Im 11. Jahrhundert kamen Ritter aus Teisterbant nach Cuijk. Diese Herren von Cuijk siedelten sich auch in Grave an, wo sie ein Schloss erbauen ließen. Der berühmteste dieser Ritter, Jan oder Johann (1265–1308), nahm auf Seiten Brabants an der Schlacht bei Worringen im Jahre 1288 und an der Rache-Expedition in Flandern zwei Jahre nach der Sporenschlacht von 1302, also 1304, teil. Im Testament verfügte er, dass arme Bauern einen Teil seiner nicht genutzten Gebiete pachtfrei urbar machen und bebauen durften.
Das Land van Cuijk war zwischen etwa 1400 und 1550 eine Art Pufferstaat zwischen den verfeindeten Herzogtümern Geldern und Brabant, der schließlich Brabant zufiel.
Im Achtzigjährigen Krieg war Cuijk etwa von 1602 bis 1648 ein Niemandsland. Nach dem Westfälischen Frieden von 1648 fiel es der Republik der Niederlande zu. Die Katholiken mussten bis 1800 nach dem benachbarten Dorf Oeffelt, das damals im Ausland (Herzogtum Kleve) lag, zur Messe. Im Jahre 1712 wurde ganz Cuijk durch Feuer zerstört.
Bei Cuijk war ein Teil der Maas absichtlich nicht eingedeicht. Dieses Gebiet lag bei Beers und hieß Beerse Overlaat. Bei Hochwasser wurde dieses Land überschwemmt, damit anderswo dichter besiedeltes Gebiet trocken blieb. Erst 1922 und 1942 machten bessere Wasserwerke diesem für die Cuijker Landwirtschaft oft verhängnisvollen Zustand ein Ende.
Das 19. Jahrhundert brachte Cuijk auch Fortschritt: Cuijk entwickelte sich zu einer kleinen Marktstadt und bekam einen Eisenbahnanschluss im Jahre 1883. Das große Wachstum begann aber erst mit der Entstehung des neuen Gewerbegebietes nach 1950.
Missionare hatten 1973 in Cuijk ein Amerika-Museum gegründet, ein Völkerkundemuseum, das sich nur mit den ursprünglichen Bewohnern Amerikas, den Indianern, befasste. Es wurde aufgrund von Sparmaßnahmen von Gemeinde und Kultusministerium im Jahr 2006 geschlossen.

## Römerzeitlicher Münzschatz
Ein gut erhaltener römerzeitlicher Münzschatz wurde 2006 bei Ausgrabungen in einer römischen Siedlung in einem 20 cm hohen Tonkrug geborgen, der mit einer Scherbe abgedeckt und absichtlich in einer Grube vergraben war. Im Gefäß lagen über 200 Münzen, ein Armband und ein Fingerring.

## Sehenswürdigkeiten und Veranstaltungen
In Cuijk, dessen Zentrum eher einer Kleinstadt als einem Dorf ähnelt, steht ein Turm aus dem 15. Jahrhundert. Im Inneren dieses Turms befindet sich ein archäologisches Museum, dessen Sammlung überwiegend aus Fundstücken aus der Römerzeit besteht.
Die nach Martin von Tours benannte St.-Martinskirche wurde erst 1911 fertiggestellt. Im Inneren steht (nebst einem nach altem Vorbild kopierten, aus Holz geschnitzten Altarbild) eine schon mehrmals aus einer anderen Kirche entfernte Barockorgel vom Ende des 17. Jahrhunderts, die im Rahmen öffentlicher Konzerte bespielt wird.
Im Dorf Linden steht eine um 1500 erbaute Kirche. Auch hat es einen für Wassersport angelegten See nahe der Maas. Im Ortsteil Sint Agatha befindet sich die spätgotische Klosterkirche der Kreuzherren.
Auf der Maas (Wassersport, Jachthafen) und in der waldreichen Umgebung wurden für den Touristen viele Möglichkeiten zur Entspannung und Unterhaltung geschaffen.
Der Vrije Markt in Cuijk war ein riesiger überdachter Trödelmarkt und zog jeden Samstag tausende von Besucher aus nah und fern an. In riesigen Hafenhallen (22.000 m² Fläche) waren etwa 1500 Stände aufgebaut. Im Mai 2016 ist der Vrije Markt Cuijk abgebrannt. Die Markthalle wurde im Oktober 2017 mit einer geringeren Verkaufsfläche als zuvor wiedereröffnet.
Jährlich organisiert die Stichting Rolstoeldansen Nederland (Stiftung Rollstuhltanzen Niederlande) (SRN) in Cuijk das Holland Dans Spektakel (Rollstuhltanz).

## Politik
Mit ihrer ersten Teilnahme konnte die Lokalpartei Liberaal Land van Cuijk die Kommunalwahl 2018 mit mehr als einem Fünftel der Stimmen gewinnen. Die Koalition der Legislaturperiode 2018–2022 besteht aus Algemeen Belang Cuijk, der CDA und Liberaal Land van Cuijk.

### Gemeinderat
Der Gemeinderat wird seit 1982 folgendermaßen gebildet:
| Liberaal Land van Cuijk    | –  | –  | –  | –  | –  | –  | 5  |
| Algemeen Belang Cuijk a    | –  | –  | –  | 3  | 3  | 4  | 4  |
| CDA                        | 4  | 3  | 4  | 4  | 4  | 4  | 3  |
| SP                         | –  | –  | –  | –  | –  | 4  | 2  |
| D66                        | 2  | 1  | 1  | 1  | 3  | 2  | 2  |
| VVD                        | 1  | 2  | 2  | 2  | 4  | 3  | 1  |
| PvdA                       | 2  | 3  | 2  | 4  | 2  | 1  | 1  |
| GroenLinks                 | –  | –  | 1  | 2  | 1  | 0  | 1  |
| Progressief Leefbaar Cuijk | 2  | 4  | 3  | 3  | 2  | 1  | 0  |
| Werknemerspartij           | 3  | 3  | 3  | –  | –  | –  | –  |
| Algemeen Belang            | 3  | 3  | 3  | –  | –  | –  | –  |
| Lijst Beers-Linden         | 2  | –  | –  | –  | –  | –  | –  |
| Gesamt                     | 19 | 19 | 19 | 19 | 19 | 19 | 19 |

Anmerkungen

### Kollegium von Bürgermeister und Beigeordneten
Die Koalitionsparteien Algemeen Belang Cuijk, CDA und Liberaal Land van Cuijk steuern dem College van burgemeester en wethouders jeweils einen Beigeordneten bei. Folgende Personen gehören zum Kollegium:
| Funktion         | Name            | Partei                  | Anmerkung                                 |
| ---------------- | --------------- | ----------------------- | ----------------------------------------- |
| Bürgermeister    | Wim Hillenaar   | CDA                     | seit dem 1. Februar 2011 im Amt           |
| Beigeordnete     | Maarten Jilisen | Liberaal Land van Cuijk | erster Stellvertreter des Bürgermeisters  |
| Beigeordnete     | Gerard Stoffels | Algemeen Belang Cuijk   | zweiter Stellvertreter des Bürgermeisters |
| Beigeordnete     | Joost Hendriks  | CDA                     | dritter Stellvertreter des Bürgermeisters |
| Gemeindesekretär | Richard Rongen  | —                       | seit Januar 2014 im Amt                   |

## Bilder

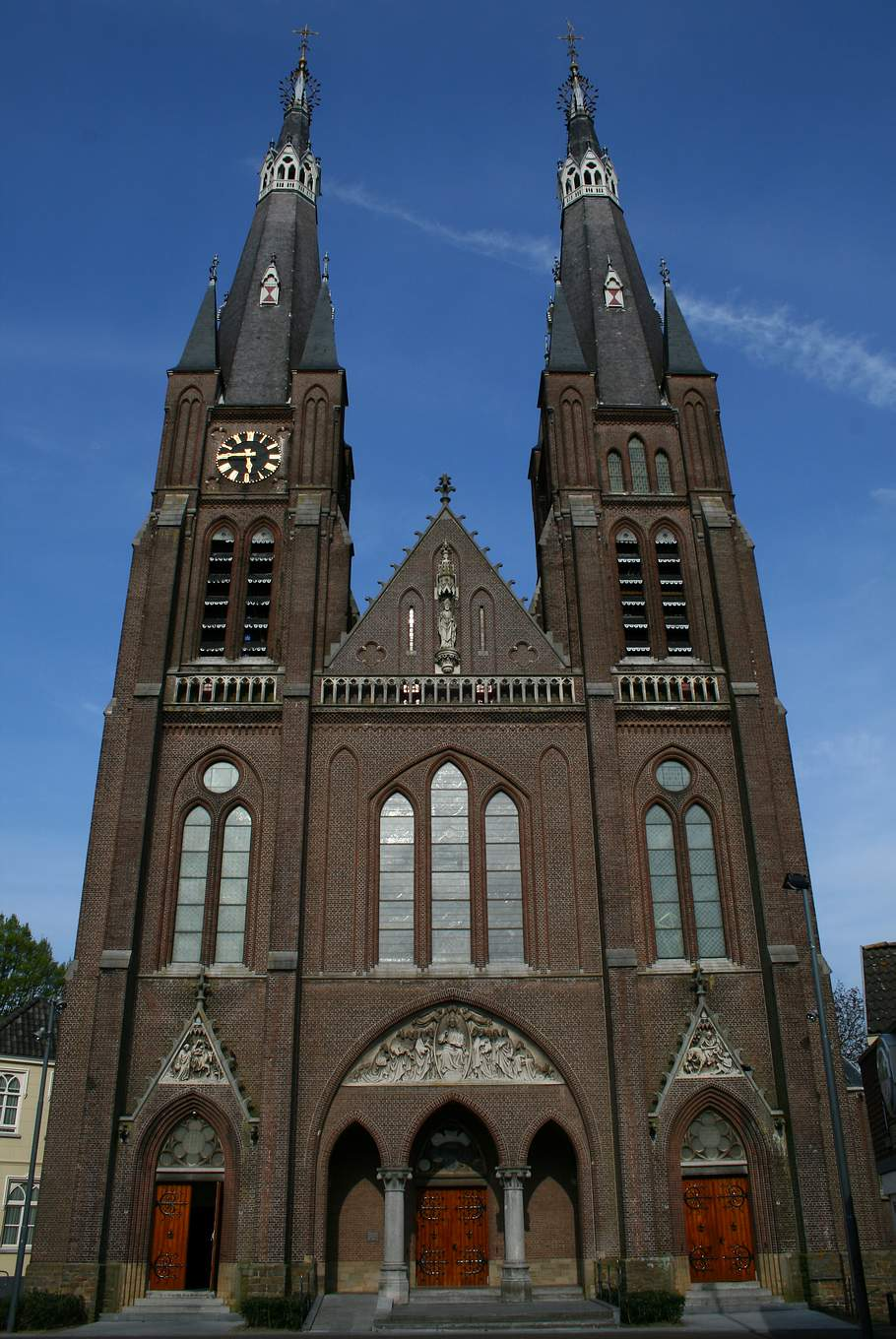
Cuijk, Kirche: de Sint Martinuskerk
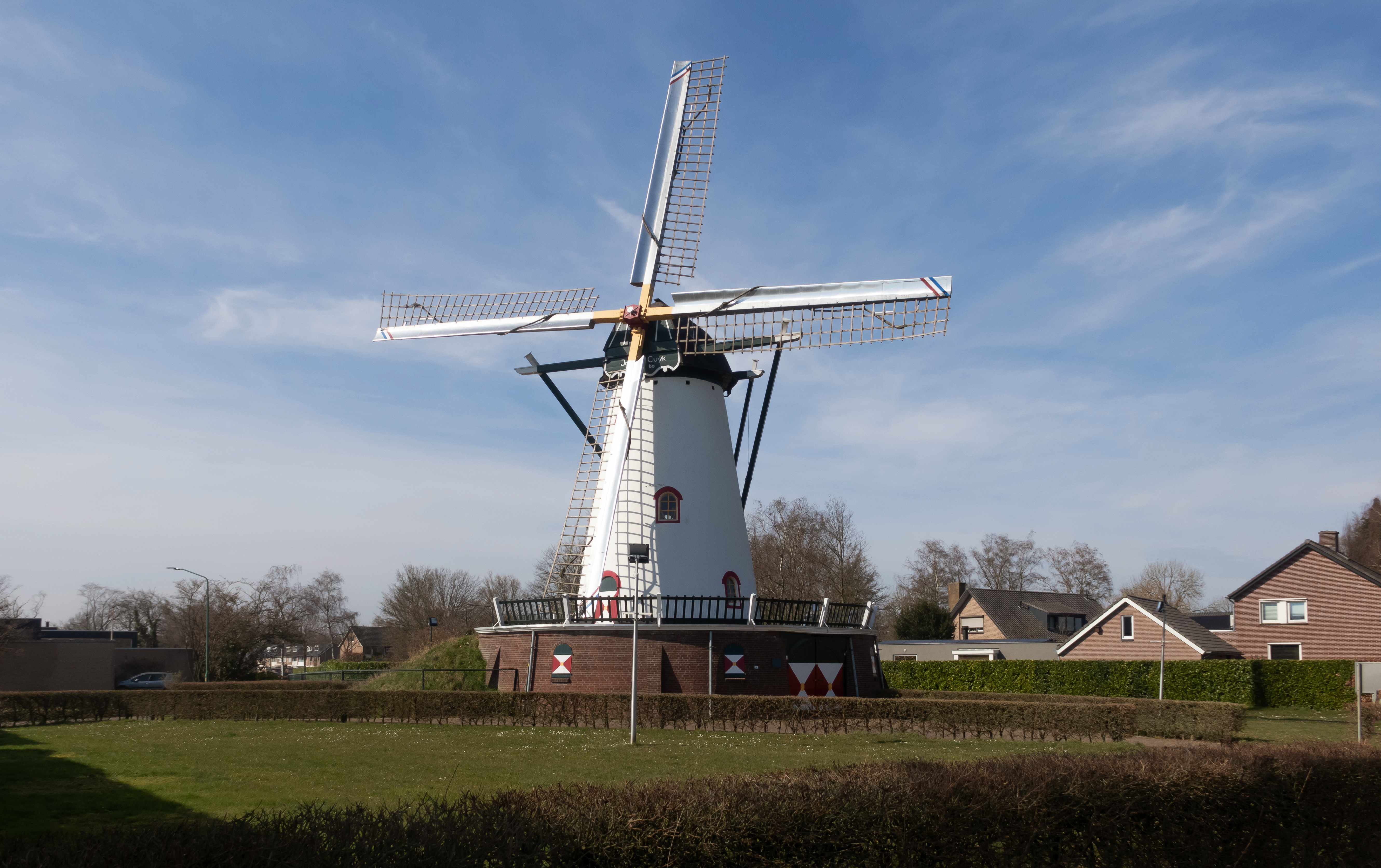
Cuijk, Mühle: windmolen Jan van Cuijk
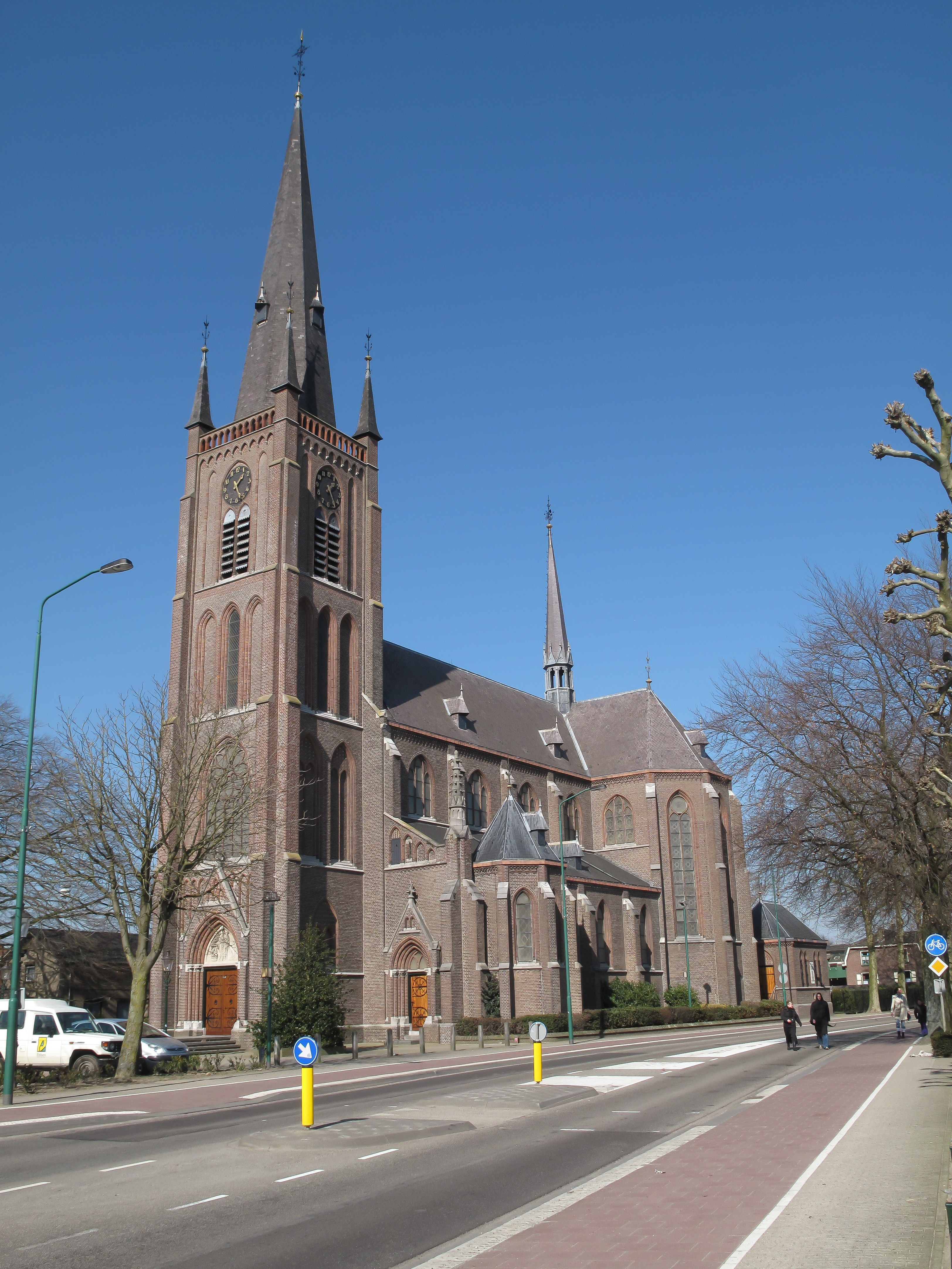
Haps, Kirche: de Sint Nicolaaskerk
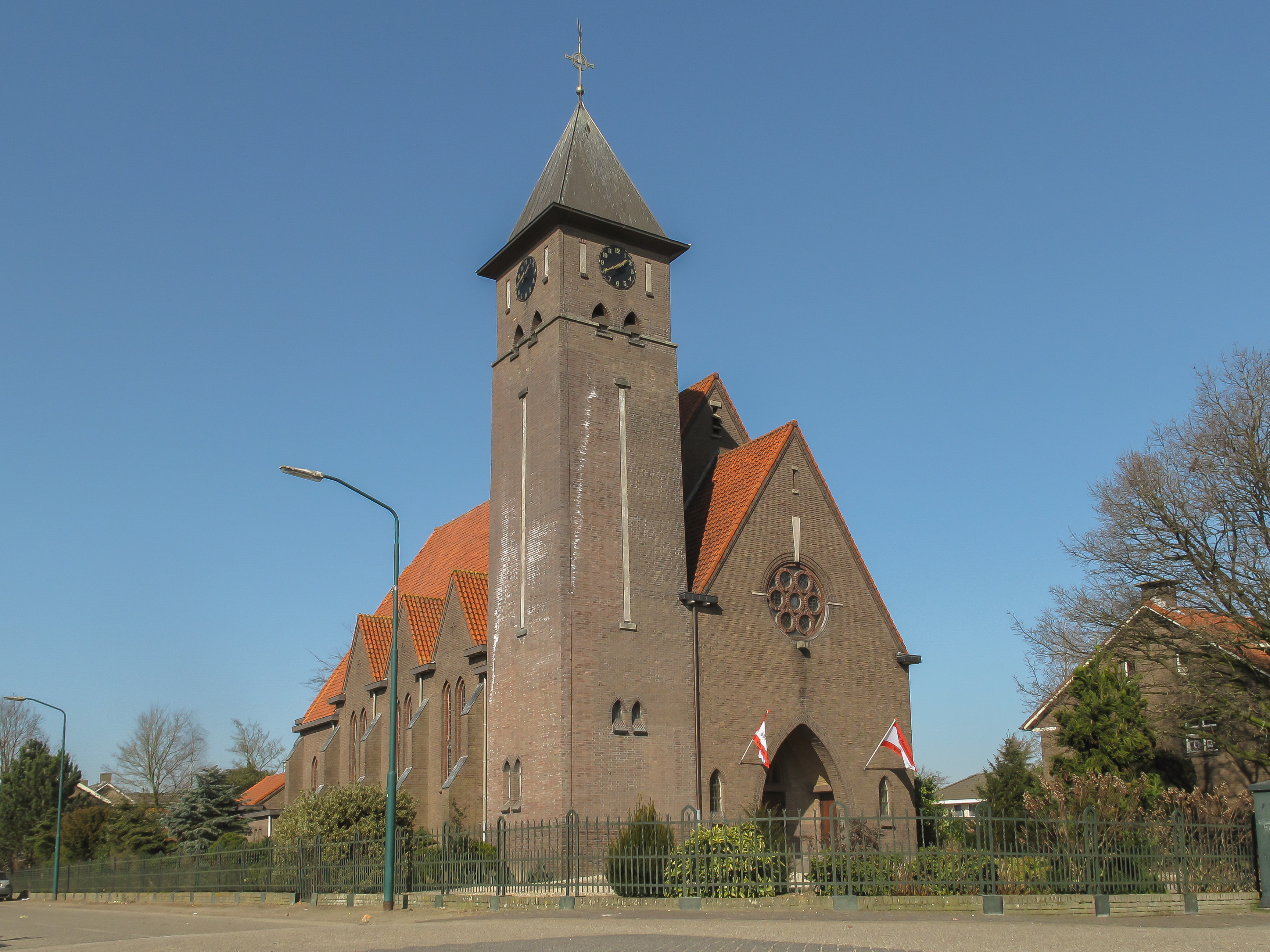
Vianen, Kirche
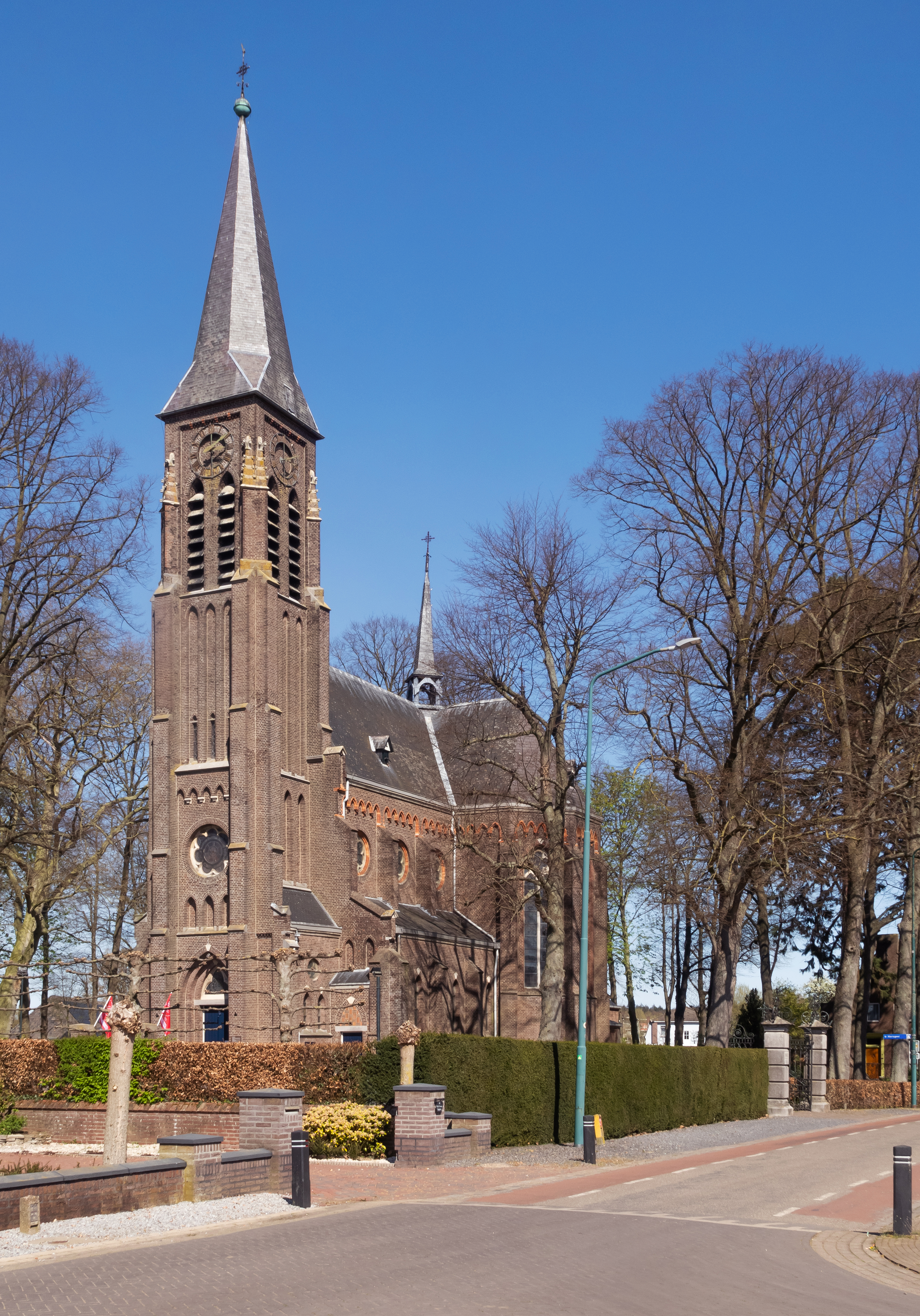
Katwijk, Kirche: de Sint Martinuskerk
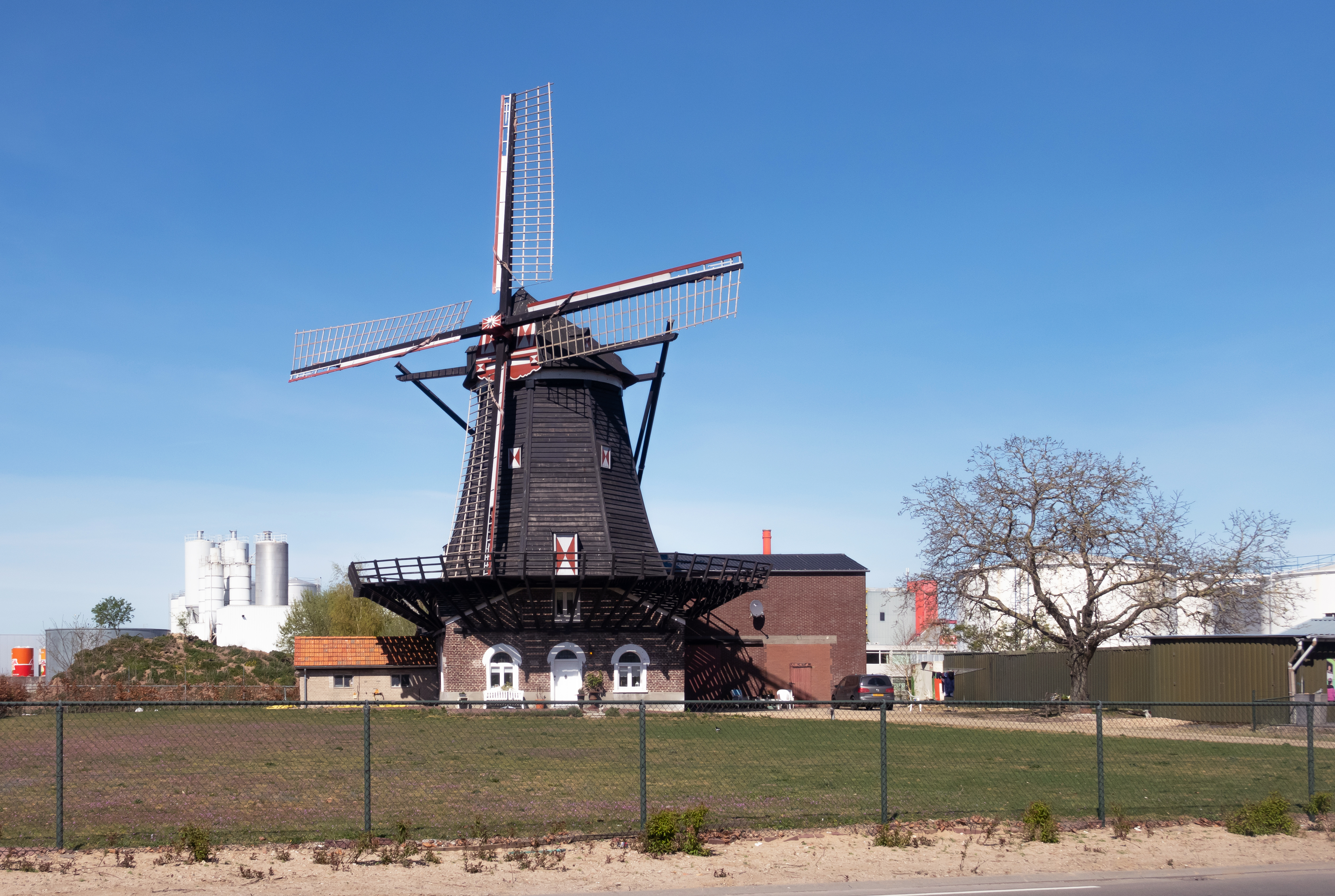
Katwijk, Mühle: der molen van Linden
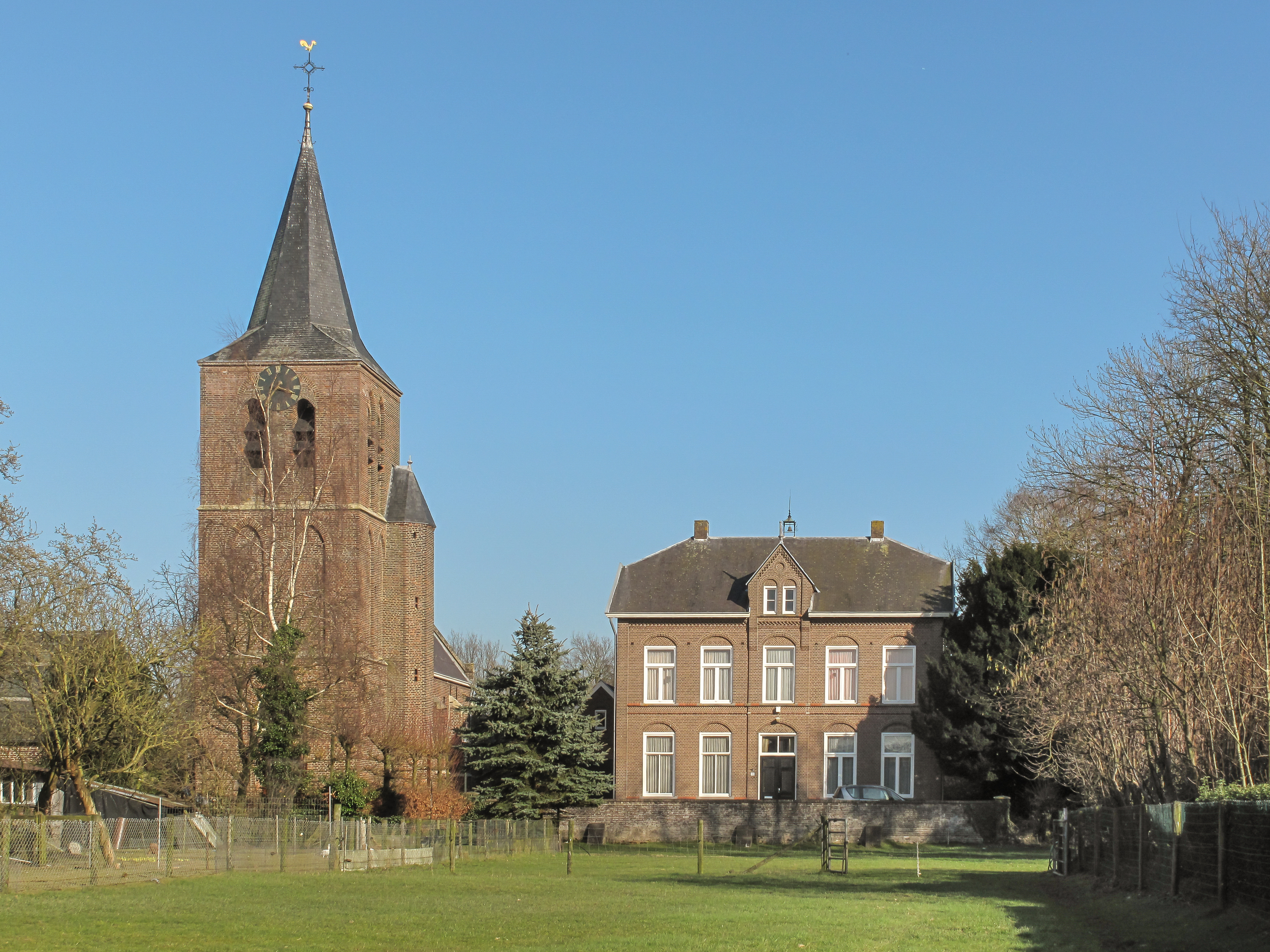
Linden, Kirche: de Sint Lambertuskerk
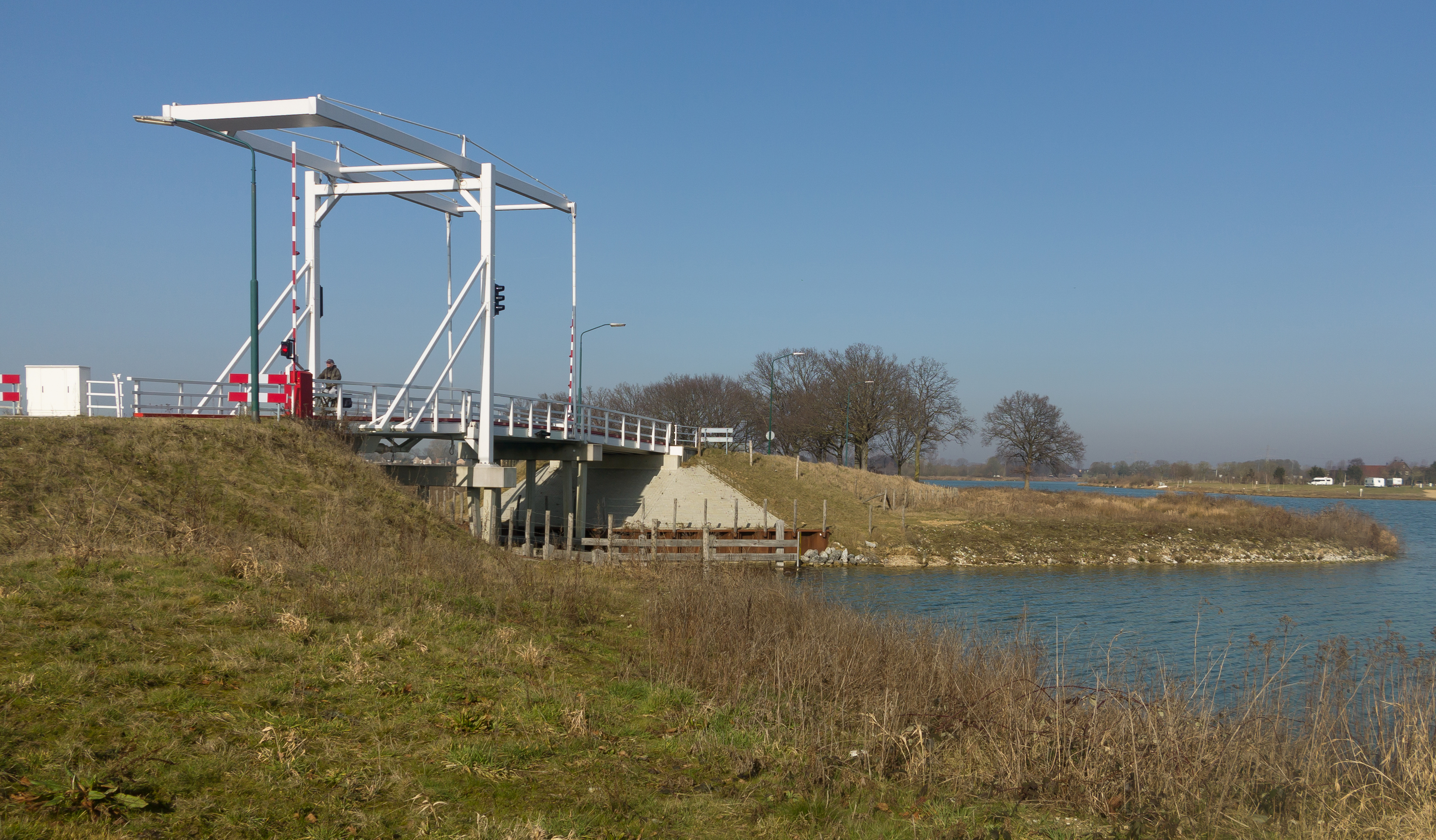
Kraaijenbergse Plassen, Zugbrücke

## Söhne und Töchter des Ortes
- Jean Van der Heyden (1900–1988), römisch-katholischer Ordensgeistlicher, Apostolischer Präfekt von Kenge
- Caroline van der Plas (* 1967), Politikerin (BBB)